# Reagandemokrat

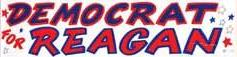
Bakrutedekal, 1984

Reagandemokrat är en politisk term som används för att beskriva fenomenet att traditionella demokrater röstade på republikanen Ronald Reagan i presidentvalen i USA 1980 och framför allt 1984.